# Emin Pascha
Mehmed Emin Pascha, ursprungligen Isaak Eduard Schnitzer, senare Eduard Karl Oskar Theodor Schnitzer, född 28 mars 1840 i Oppeln i Schlesien, död 23 oktober 1892 i Kinena i Kongo, var en tyskfödd osmansk läkare, kolonialadministratör och forskningsresande. Trots att han levde ett dramatiskt liv och liksom Livingstone undsattes i Afrika av Henry Stanley är han bortglömd vid sidan av sin brittiske kollega.

## Ungdom
Emin Pascha var son till en judisk köpman. Han blev tidigt faderlös och i samband med modern gifte om sig blev han döpt. Det var det första religionsbytet i hans liv. Efter läkarexamen 1864 beslöt han att söka sin lycka utomlands och begav sig till Turkiet. Där erhöll han snart en tjänst som karantänläkare i Antivari, en post som inte var alltför betungande utan gav gott om tid för studier i turkiska, arabiska och persiska. Senare verkade han även i det då turkiska Albanien. Han konverterade vid denna tid till islam.

## Generalguvernörens läkare fick ärva titeln
När han 1876 sökte ett tillfälle att resa i Afrikas inre, utnämndes han till tjänsteläkare hos den nytillträdde guvernören över Egyptens ekvatorialprovinser (nuvarande Sudan), general Charles George Gordon, i residensorten Lado vid övre Nilen. Schnitzer kallade sig nu Emin ("den trogne"); titeln pascha erhöll han senare av Egyptens khediv) och betroddes snart även med diplomatiska uppdrag till de i söder angränsande kungarikena Uganda och Unyoro. Detta skötte han så bra, att Gordon 1878 utsåg honom till sin efterträdare, sedan han själv blivit generalguvernör över hela Sudan. Som guvernör verkade Emin för fred och säkerhet i ett område som tidigare hade plågats av korrumperade egyptiska tjänstemän och skoningslösa slavjägare. Under resor runt om i provinsen sökte han utrota slaveriet och utforskade natur, folkliga seder och språk. 

## Isolerad av mahdistupproret
Från 1882 stod han dock inför det norrifrån hotande mahdistupproret. Mahdin Muhammed Ahmed var en självutnämnd muslimsk messiasgestalt, som ville rena islam bland annat genom att driva ut alla europeiskfödda guvernörer och störta den egyptiske khediven, som hade utnämnt dem. Sedan mahdisterna 1885 intagit Khartoum, och Gordon där stupat, fick Emin det allt svårare. Han skars av från alla förbindelser med Egypten och Europa och tvingades flytta sitt residens söderut till Wadelai, vid Albertsjöns norra ände.

## Stanleys ingripande
När man i Europa fick Emins trängda läge klart för sig, utrustades en räddningsexpedition under ledning av Henry Stanley. Expeditionen följde Kongofloden från Atlantkusten och nådde i början av 1888 fram till Emin. Stanley väntade sig att denne med glädje skulle följa honom till kusten, men Emin tyckte att han hade situationen under kontroll och ville inte överge sitt folk. 
Man beslöt, enligt Stanleys berättelse, att Emin skulle söka övertala de egyptiska trupperna att följa med, medan Stanley vände tillbaka för att samla ihop eftertrupperna till sin expedition. Emin vann dock föga gehör hos sina styrkor; under ett uppror anstiftat av egyptiska officerare fängslades han istället. Ironiskt nog blev det mahdisterna som kom till hans räddning. När dessa gick till attack mot provinsen, led officerarna till en början svåra förluster, och de meniga vägrade att strida förrän deras pascha frigavs. 
När Stanley återkom, hade Emin ännu svårigheter att hävda sin auktoritet gentemot officerarna och övertalades därför att tillsammans med ett större antal egyptiska tjänstemän och deras familjer följa Stanley till kusten. Karavanen på nästan 1500 personer följde Victoriasjöns norra strand och tog sig till Bagamoyo (i nuvarande Tanzania), dit man anlände den 5 december 1889.

## En ödesdiger tysk expedition
Emin ville dock stanna i Afrika och om möjligt nu arbeta för sitt fosterland. Han fick också uppdraget att leda en expedition till kontinentens inre för att för Tysklands räkning säkra territorierna söder och väster om Victoriasjön, upp till Albertsjön (nuvarande Tanzania och Uganda), samt i största möjliga utsträckning underminera det arabiska inflytandet i området. 
Den välutrustade expeditionen utgick från Zanzibar i april 1890. Till en början gick allt bra. Emin tog för tysk räkning den viktiga staden Tabora på vägen mellan kusten och Tanganyikasjön och etablerade också en post vid Victoriasjöns sydvästra strand. 
Successivt drabbades man dock av en rad olyckor: meningsskiljaktigheter med myndigheterna i Tyska Östafrika, en rad epidemier inom expeditionen som följdes av en tilltagande myteristämning bland de infödda medhjälparna. Emin led själv av svår värk och partiell blindhet. Hans dagbok mot slutet av 1891 präglades av modlöshet. 
I maj 1891 hade man längs Edwardsjöns södra strand gått in i Belgiska Kongo. Under flera månader bröt man för européer jungfruligt land i brynet av Kongoskogen och i Undsumaland, sydväst om Albertsjön. Efter tilltagande problem beslöt Emin i december att sända tillbaka sin följeslagare, dr. Stuhlmann, med huvuddelen av karavanen. Själv stannade han med övriga sjuka och några få friska infödda. 
I maj 1892 kunde denna grupp trots allt bege sig västerut mot Kongofloden. De färdades nu genom ett område med många arabiska elfenbensjägare och slavhandlare och slog ibland följe med dessa. Många av dem var emellertid förargade över Emins kamp mot araberna på tyskt territorium och var även fientliga mot européer över huvud taget, på grund av det förtryck som belgarna infört i Kongo. I oktober 1892 dödades han av dessa araber. 

## Arvet efter Emin Pascha
Emin Paschas kvarlåtenskap och dagböcker återfanns av belgarna följande år. Hans vetenskapliga noteringar och samlingar i synnerhet inom ornitologi, meteorologi och etnologi, var mycket värdefulla. Han hann aldrig författa några böcker, däremot en lång rad resebrev till olika geografiska tidskrifter, och i början av 1900-talet lät Stuhlmann publicera dagböckerna.